# ローンデポ・パーク

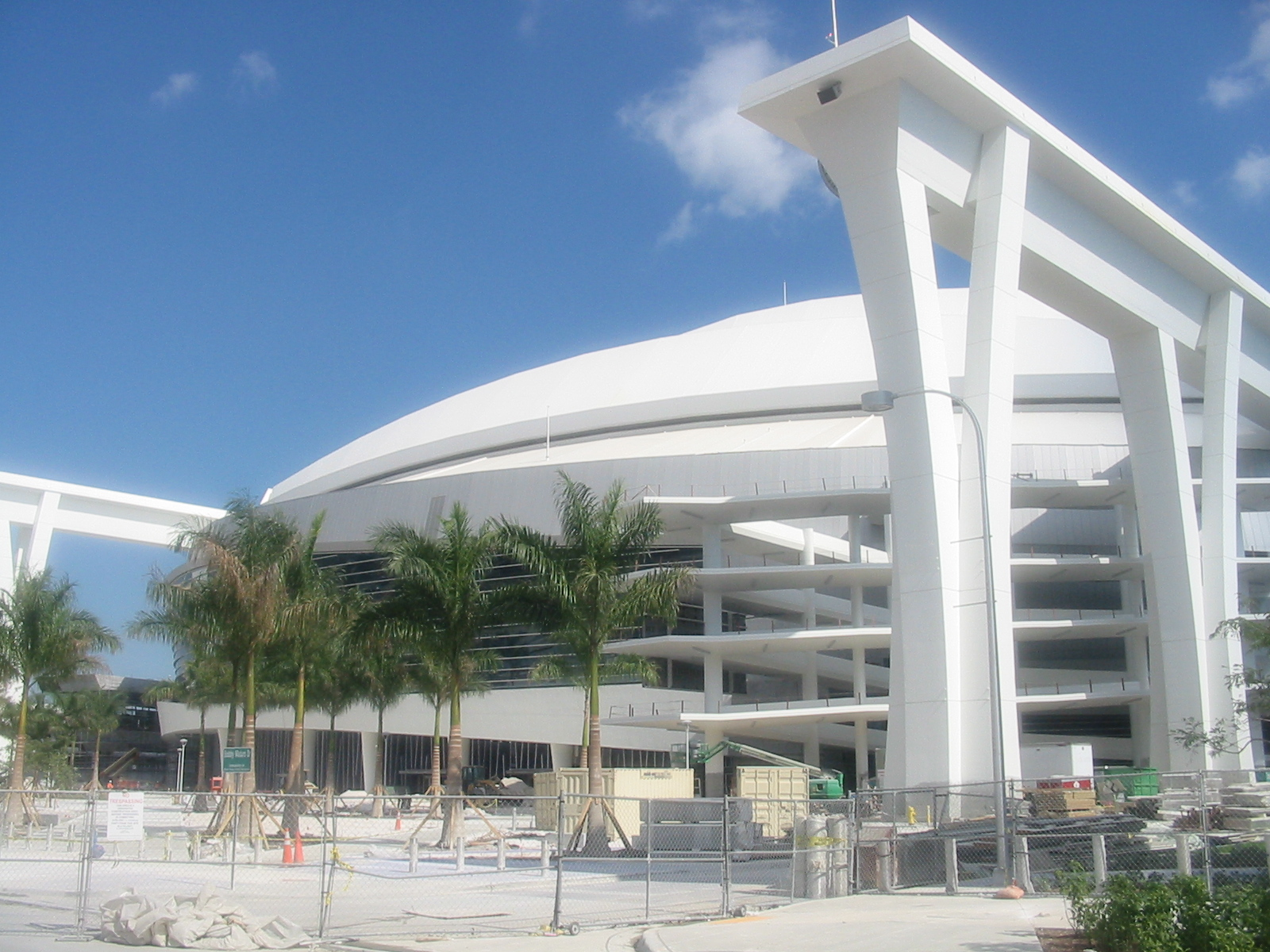
ローンデポ・パークの外観

ローンデポ・パーク（英語: LoanDepot Park）は、アメリカ合衆国フロリダ州マイアミにある野球場。メジャーリーグベースボール（MLB）のマイアミ・マーリンズが本拠地としている。2012年にマーリンズ・パーク（英語: Marlins Park）として開場し、命名権契約により2021年から現在の名称になった。

## 概要
マイアミのダウンタウンに程近いリトル・ハバナ地区内、かつてのマイアミ・オレンジボウルの跡地に建設され2012年に開場した。
新たに建設された野球専用の球場で、3塁方向からライト方向へとスライドして開閉する屋根を有する。球場全体は四角く、レフト方向の外野席は膨らみがほとんどなく極端に少ない。天然芝（2020年から人工芝に変更）を敷いてあるグラウンドは特異な形をしており、いびつな形であるうえに外野中央部のやや左にフェンスが丸くフィールドへと張り出した部分がある。この部分には「ホームラン・フィーチャー」と名付けられた高さ10mほどの巨大なオブジェがあり、マーリンズのホームランの際には電飾や花火でそれを祝う仕掛けとなっている。
フィールドの独特の形状は、旧本拠地サンライフ・スタジアムを基本的に踏襲した守備側に有利な設計となっている。
旧本拠地では、左中間奥にアメフト用スタンドが収納されていて、アメフト開催時はレフトの窪みに増設スタンドを引き出してはめ込む仕様だった。
そのため野球場としての窪みは異様に深く(約130m)、マイアミ沖の海の難所名にかけてバミューダ・トライアングルと呼ばれていたスポットを新球場でも再現した。
また、本塁の右後方、バックネットの下には地元フロリダの海を泳ぐ熱帯魚が入れられた大型水槽が備えられており、観客席やテレビ中継でも見ることができる。
当初チーム名になっている本物のカジキを飼う計画だったが、大きすぎて断念した。代わりの小型熱帯魚展示だが、スタジアムの喧騒や照明が魚へのストレス要因、ひいては動物虐待にもなりかねないとの愛護団体からの抗議を受けた経緯もあった。
レフト後方には、クリーブランダーという同じマイアミを拠点とするホテル飲食チェーンが出店している。
球団オーナーで画商のロリアが自ら球場のコンセプトを提案した。外観はヨットをイメージした白亜の色彩、シートはマリンブルー。
収容人員はMLB全30球団で最少。

## 歴史
かつてフロリダ・マーリンズが使用していたサンライフ・スタジアムはマイアミの中心部から距離があり過去9年で3度も観客動員数が最下位を記録したほか、雨天の多い土地柄であるものの屋根がなく雨天中止が多かったり元々アメリカンフットボール用の球場であるために観客席がホームベースではなくフィールド中央（50ヤードライン）を向いていたりするなど、野球には問題の多い球場であった。
そこで、球団はこのスタジアムに代わる新しい野球場の建設計画を進め、2007年12月18日に新球場を含めた公共施設の建設計画が承認された。新球場は地元マイアミ・デイド郡およびマイアミ市が建設費の7割にあたる3億6000万ドルを負担して建設、2012年よりチームが新球場へ移転することになった。また、建設費を負担した両自治体の要望で移転に合わせてチーム名も2012年からマイアミ・マーリンズと改称することになった。
新球場は2012年3月5日に開場した。4月4日にアメリカ合衆国内での2012年シーズン開幕戦を兼ねた（正式な開幕戦は日本で行われた）球場初の公式戦として、前年のワールドシリーズ王者セントルイス・カージナルスとマーリンズの試合が行われ、新本拠地としての使用が始まった。
2016年にフェンスを前に出して高さを約2m下げた。
屋根を閉めることが多いため、開場以来芝の生育が悪く、特に右翼後方は芝が枯れて茶色くなっていることもあった。そのため、2020年に人工芝に張り替えられた。
2021年3月31日にカリフォルニア州に拠点を置くノンバンクのローンデポがネーミングライツを取得し、球場名をローンデポ・パーク（loanDepot Park）に変更した。取得期間や契約金など具体的な契約内容は未発表。

## 主要な出来事

### 野球
MLB
現地時間の2024年9月19日(日本時間9月20日)、ロサンゼルス・ドジャース所属の大谷翔平がマイアミ・マーリンズ戦に1番指名打者で先発出場。第1打席でライトへのフェンスに直撃する二塁打を放ち、三塁へ盗塁を決めてシーズン50盗塁目に到達。2回表にもライト前ヒットを打ち、その後シーズン51回目の盗塁を成功。3回表の第3打席は左中間を破るタイムリー二塁打を打ったが、その後三塁の盗塁は失敗。6回表の第4打席でライトスタンドの上段席へ運ぶ今季49号のホームランを打ち、続く8回表の第5打席で50号ホームランを打ち、メジャーリーグ史上初の50本塁打＆50盗塁の達成と、ショーン・グリーンを上回る球団シーズン最多本塁打記録、松井秀喜がヤンキース時代の2005年に記録した116打点を上回り、日本人選手シーズン最多打点を記録した。さらに9回表の第6打席も6回表とほぼ同じライトスタンドへの上段席へ3打席連続となる今季51号のホームランを打ち、メジャー史上16人目かつ球団初の1試合10打点を達成した。大谷はこの試合で6打数6安打3本塁打10打点2盗塁を記録し、1901年以降で初めて「1試合5本以上の長打、複数盗塁」、「1試合5安打以上、複数本塁打、複数盗塁」を達成した。記録づくめの一夜となった試合はドジャースが20-4でマーリンズに大勝し、この試合でドジャースは12年連続のプレーオフ進出を決めた。
ワールド・ベースボール・クラシック
国際大会のワールド・ベースボール・クラシックでは、2013年・第3回大会と2017年・第4回大会の試合の一部が当球場で開催された。このうち、第4回大会におけるドミニカ共和国代表とアメリカ合衆国代表の一戦には37,446人の観衆が集まり、当時の球場史上最多記録を更新した。2023年・第5回大会ではメイン会場となり、一次ラウンドの一部と決勝トーナメント（東京ドームで行われた準々決勝2試合を除く）が行われた。
| 大会             | ラウンド            | 日付          | 先攻           | スコア | 後攻           | 観客動員 |
| ---------------- | ------------------- | ------------- | -------------- | ------ | -------------- | -------- |
| 2013年 （第3回） | 2次ラウンド プール2 | 3月12日（火） | イタリア       | 4－5   | ドミニカ共和国 | 14,482人 |
| 2013年 （第3回） | 2次ラウンド プール2 | 3月12日（火） | プエルトリコ   | 1－7   | アメリカ合衆国 | 32,872人 |
| 2013年 （第3回） | 2次ラウンド プール2 | 3月13日（水） | イタリア       | 3－4   | プエルトリコ   | 27,296人 |
| 2013年 （第3回） | 2次ラウンド プール2 | 3月14日（木） | ドミニカ共和国 | 3－1   | アメリカ合衆国 | 34,366人 |
| 2013年 （第3回） | 2次ラウンド プール2 | 3月15日（金） | プエルトリコ   | 4－3   | アメリカ合衆国 | 19,762人 |
| 2013年 （第3回） | 2次ラウンド プール2 | 3月16日（土） | プエルトリコ   | 0－2   | ドミニカ共和国 | 25,846人 |
| 2017年 （第4回） | 1次ラウンド プールC | 3月09日（木） | カナダ         | 2－9   | ドミニカ共和国 | 27,388人 |
| 2017年 （第4回） | 1次ラウンド プールC | 3月10日（金） | コロンビア     | 2－3   | アメリカ合衆国 | 22,580人 |
| 2017年 （第4回） | 1次ラウンド プールC | 3月11日（土） | コロンビア     | 4－1   | カナダ         | 17,209人 |
| 2017年 （第4回） | 1次ラウンド プールC | 3月11日（土） | アメリカ合衆国 | 5－7   | ドミニカ共和国 | 37,446人 |
| 2017年 （第4回） | 1次ラウンド プールC | 3月12日（日） | ドミニカ共和国 | 10－3  | コロンビア     | 36,952人 |
| 2017年 （第4回） | 1次ラウンド プールC | 3月12日（日） | カナダ         | 0－8   | アメリカ合衆国 | 22,303人 |
| 2023年 （第5回） | 1次ラウンド プールD | 3月11日（土） | ニカラグア     | 1－9   | プエルトリコ   | 35,399人 |
| 2023年 （第5回） | 1次ラウンド プールD | 3月11日（土） | ドミニカ共和国 | 1－5   | ベネズエラ     | 35,890人 |
| 2023年 （第5回） | 1次ラウンド プールD | 3月12日（日） | ニカラグア     | 1－3   | イスラエル     | 19,955人 |
| 2023年 （第5回） | 1次ラウンド プールD | 3月12日（日） | ベネズエラ     | 9－6   | プエルトリコ   | 35,615人 |
| 2023年 （第5回） | 1次ラウンド プールD | 3月13日（月） | ドミニカ共和国 | 6－1   | ニカラグア     | 31,696人 |
| 2023年 （第5回） | 1次ラウンド プールD | 3月13日（月） | イスラエル     | 0－10x | プエルトリコ   | 27,813人 |
| 2023年 （第5回） | 1次ラウンド プールD | 3月14日（火） | ニカラグア     | 1－4   | ベネズエラ     | 21,873人 |
| 2023年 （第5回） | 1次ラウンド プールD | 3月14日（火） | イスラエル     | 0－10x | ドミニカ共和国 | 33,307人 |
| 2023年 （第5回） | 1次ラウンド プールD | 3月15日（水） | ベネズエラ     | 5－1   | イスラエル     | 18,277人 |
| 2023年 （第5回） | 1次ラウンド プールD | 3月15日（水） | プエルトリコ   | 5－2   | ドミニカ共和国 | 36,025人 |
| 2023年 （第5回） | 準々決勝            | 3月17日（金） | プエルトリコ   | 4－5   | メキシコ       | 35,817人 |
| 2023年 （第5回） | 準々決勝            | 3月18日（土） | アメリカ合衆国 | 9－7   | ベネズエラ     | 35,792人 |
| 2023年 （第5回） | 準決勝              | 3月19日（日） | キューバ       | 2－14  | アメリカ合衆国 | 35,817人 |
| 2023年 （第5回） | 準決勝              | 3月20日（月） | メキシコ       | 5－6x  | 日本           | 35,933人 |
| 2023年 （第5回） | 決勝                | 3月21日（火） | アメリカ合衆国 | 2－3   | 日本           | 36,098人 |

### 野球以外のイベント
モータースポーツ

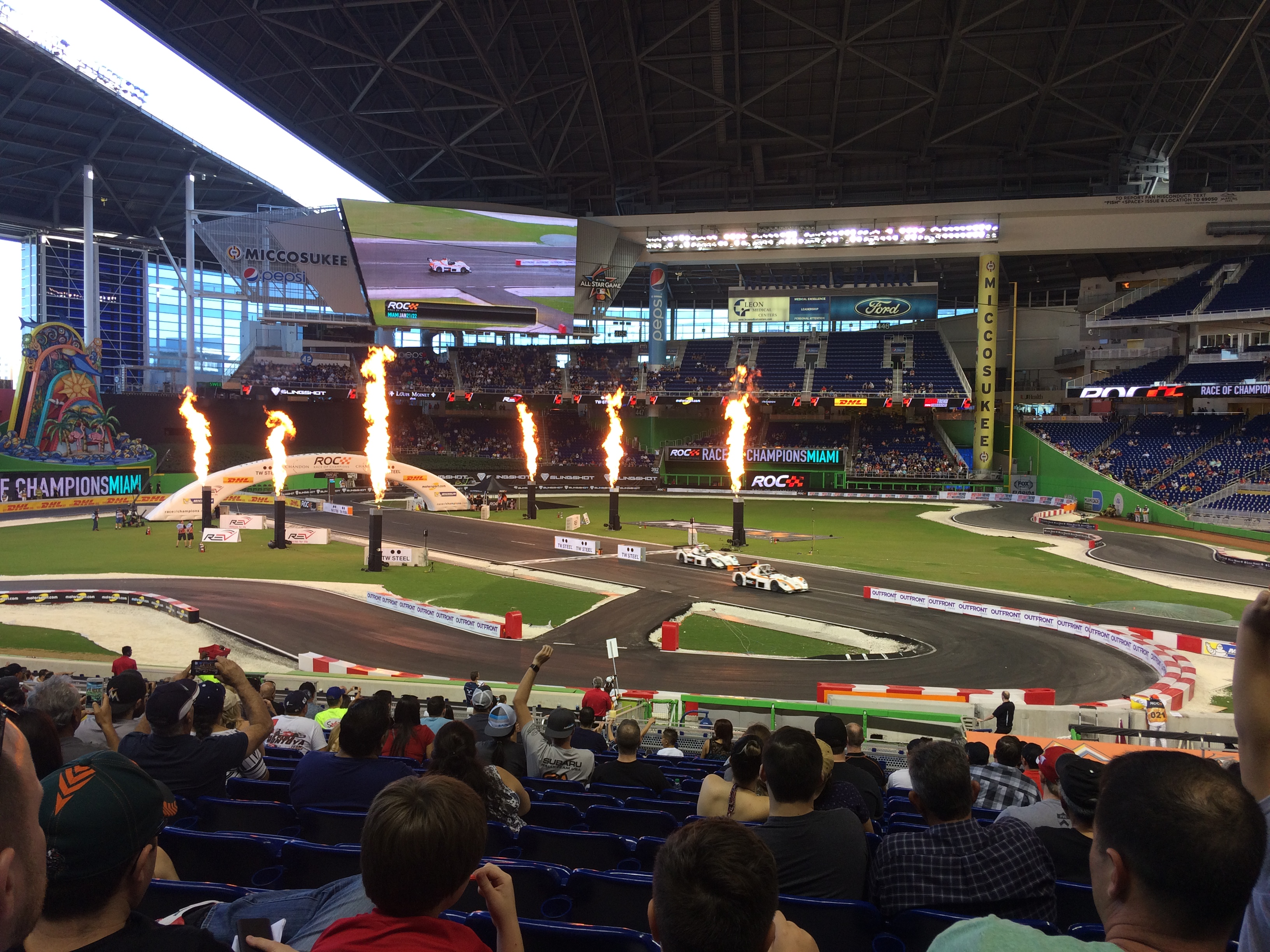
2017年のレース・オブ・チャンピオンズ

2017年1月、モータースポーツのトップ選手が種目の枠を越えて争う "レース・オブ・チャンピオンズ" （ROC）がマーリンズ・パークで開催された。北アメリカおよび野球場でのROC開催はこれが初めてである。1周613メートルのコースをフィールド上に造成するため、まず芝生保護用の合成樹脂材が敷かれ、その上で総面積50,000平方フィート（約4645.2平方メートル）の金属板、総重量約3,000トンのグラベルと同1,000トンのアスファルトが使用された。ROC主催者代表フレドリック・ジョンソンは、マーリンズ・パークについて「今までROCが開催されてきたなかでも最高の場所だ。とても近代的で、ファンは球場のどこからでも素晴らしい眺めを楽しむことができる」と賞賛した。しかしその一方で、今までのROC開催地である北京国家体育場（中華人民共和国）やスタッド・ド・フランス（フランス）などと比べ、フィールドと外部をつなぐ出入口が中堅の1か所しかなかったことで作業用貨物自動車の出入りが20分に一度の高頻度となったことや、野球場特有のフィールドの形状を考慮したコースレイアウトの考案など、困難な点があったことも認めている。
大会開催前には、2人乗りの競技用車両を出場者のライアン・ハンター＝レイが運転し、マーリンズ内野手のディー・ゴードンが助手席に座ってその速度を体感した。ゴードンは「ハンター＝レイはゆっくり走ったって言ってるけど、信じられないよ」と感想を述べた。大会は2日間にわたって行われ、個人戦ではファン・パブロ・モントーヤがトム・クリステンセンを下して優勝、国別対抗戦はセバスチャン・ベッテルを擁するドイツが制した。ベッテルは「球場で野球を観たことがないのにレースをしたことはあるって、普通じゃないよね」と話した。またこの大会ではパスカル・ウェーレインが事故を起こして棄権し、その後2017年のF1世界選手権でも最初の2戦を欠場、第3戦バーレーングランプリからの復帰となった。